# I Am a Rock
I Am a Rock è un singolo del duo musicale statunitense Simon & Garfunkel.

## Storia
Fu scritta da Paul Simon come brano d'apertura del suo album The Paul Simon Songbook, che fu registrato e pubblicato nel maggio 1965 solo nel Regno Unito, e fino al 1981 questa registrazione del brano non fu distribuita in altri paesi. Il singolo, così come l'album, non ebbe molto successo commerciale.
In seguito Paul Simon e Art Garfunkel, come duo, lo registrarono nuovamente il 14 dicembre 1965, inserendolo come brano finale dell'album Sounds of Silence, che pubblicarono il 17 gennaio 1966. Raggiunse la 3# posizione sulla Billboard Hot 100, cronologicamente il terzo singolo del duo a raggiungere la top 5 (dopo The Sound of Silence e Homeward Bound).

## Altre versioni
- Nel 1966 è stata realizzata una cover del brano dai The Hollies, sul loro terzo album Would You Believe?.
- Nel 1982 è stata realizzata una cover dai The Church.
- Nel 1993 i Red House Painters, sul loro terzo album Red House Painters, realizzarono una cover del brano.
- Nel 1997 è stata realizzata una cover dai Me First and the Gimme Gimmes.